# Championnat du Paraguay de football 1909
Navigation
Édition précédente Édition suivante
La 3e édition du championnat du Paraguay de football est remportée par le Club Nacional. C’est le premier titre de champion du club. Le Nacional l’emporte sur le Club Libertad après un match de classement. Club Olimpia complète le podium. 
Le championnat est composé de 6 clubs, tous basés dans la capitale Asuncion. Club Nacional de Regatas El Mbiguá a intégré la compétition.
La compétition se termine avec deux équipes ex æquo à la première place avec le même nombre de points. Club Nacional et Club Libertad doivent donc se départager au cours d’un match d’appui. Nacional l’emporte finalement sur le score de 3 buts à 1 et obtient ainsi son premier titre de champion du Paraguay.
De son côté, le double champion en titre, Guaraní, s’effondre en terminant à la dernière place et en ne remportant aucun match.

## Les clubs de l'édition 1909
| \| Asuncion: · Guaraní · Olimpia · Libertad · Atlántida · Nacional · Mbiguá Asuncion \| Localisation des clubs engagés dans le championnat. |
| Asuncion: · Guaraní · Olimpia · Libertad · Atlántida · Nacional · Mbiguá Asuncion                                                           |

| Club                               | Stade | Capacité | Ville    |
| ---------------------------------- | ----- | -------- | -------- |
| Atlántida Sport Club               | -     | -        | Asuncion |
| Club Guaraní                       | -     | -        | Asuncion |
| Club Nacional de Regatas El Mbiguá | -     | -        | Asuncion |
| Club Libertad                      | -     | -        | Asuncion |
| Club Nacional                      | -     | -        | Asuncion |
| Club Olimpia                       | -     | -        | Asuncion |

## Compétition

### Classement
Le classement est établi sur le barème de points suivant : victoire à 2 points, match nul à 1, défaite à 0.
| Rang | Équipe               | Pts | J  | G | N | P | Bp | Bc | Diff |
| ---- | -------------------- | --- | -- | - | - | - | -- | -- | ---- |
| 1    | Club Nacional        | 15  | 10 | 6 | 3 | 1 | .  | .  | 0    |
| 2    | Club Libertad        | 15  | 10 | 7 | 1 | 2 | .  | .  | 0    |
| 3    | Club Olimpia         | 14  | 10 | 6 | 2 | 2 | .  | .  | 0    |
| 4    | Atlántida Sport Club | 9   | 10 | 4 | 1 | 5 | .  | .  | 0    |
| 5    | Mbiguá               | 6   | 10 | 2 | 2 | 6 | .  | .  | 0    |
| 6    | Club Guaraní         | 1   | 10 | 0 | 1 | 9 | .  | .  | 0    |

| Légende : Qualifications et relégations | Légende : Qualifications et relégations |
| --------------------------------------- | --------------------------------------- |
|                                         | Champion du Paraguay                    |
|                                         | Relégation en deuxième division         |
|                                         | (T) : Tenant du titre (P) : Promus      |

### Barrage
| match d'appui    | Club Nacional                               | 3-1   | Club Libertad    |                            |                            |
| 21 novembre 1909 | Clemente Ferreira 5e 15e · Cesar Molina 58e | (2-1) | Amaro Medina 26e | Arbitrage : Williams Paats | Arbitrage : Williams Paats |

## Bilan de la saison
| Championnat du Paraguay de football 1909                             |                           |
| Champion                                                             | Club Nacional (1er titre) |
| Promotions et relégations                                            |                           |
| Promus en Primera División                                           |                           |
| Relégués en Championnat du Paraguay de football de deuxième division |                           |